# Maria Buch-Feistritz
Maria Buch-Feistritz est une ancienne commune autrichienne du district de Murtal en Styrie.